# میدل ویلج (ویسکانسین)
میدل ویلج (به انگلیسی: Middle Village) یک منطقهٔ مسکونی در ایالات متحده آمریکا است که در رد اسپرینگ واقع شده‌است. میدل ویلج ۲۸۱ نفر جمعیت دارد و ۳۱۱ متر بالاتر از سطح دریا واقع شده‌است.